# 入間田宣夫
入間田 宣夫（いるまだ のぶお、1942年3月31日 - ）は、日本の歴史学者。専門は日本中世史。東北大学名誉教授。

## 著書
- 『百姓申状と起請文の世界 中世民衆の自立と連帯』（東京大学出版会 1986年）
- 『日本の歴史 7 武者の世に』（集英社 1991年）
- 『中世武士団の自己認識』（三弥井書店 1998年）
- 『都市平泉の遺産』（山川出版社 日本史リブレット　2003年）
- 『北日本中世社会史論』（吉川弘文館 2005年）オンデマンド版　2024年　ISBN　9784642728430
- 『平泉藤原氏と南奥武士団の成立』（歴史春秋出版 歴春ふくしま文庫　2007年）
- 『平泉の政治と仏教』高志書院、2013年
- 『藤原清衡 平泉に浄土を創った男の世界戦略』ホーム社 2014年
- 『藤原秀衡　義経を大将軍として国務せしむべし』ミネルヴァ書房・日本評伝選、2016年
- 『中尊寺領骨寺村絵図を読む 日本農村の原風景をもとめて』高志書院, 2019

### 共編著
- 『よみがえる中世 7 みちのくの都多賀城・松島』（大石直正共編 平凡社 1992年10月）
- 『葛西氏の研究』（名著出版（関東武士研究叢書）1998年）
- 『北の内海世界 北奥羽・蝦夷ヶ島と地域諸集団』（小林真人、斉藤利男共編 山川出版社 1999年7月）
- 『平泉の世界』（本澤慎輔共編 高志書院 2002年（奥羽史研究叢書））
- 『日本の中世 5 北の平泉、南の琉球』（豊見山和行共著 中央公論新社 2002年）
- 『城と石垣 その保存と活用』（峰岸純夫共編 高志書院 2003年4月）
- 『東北中世史の研究』（高志書院 2005年6月）
- 『十和田湖が語る古代北奥の謎』（義江彰夫、斉藤利男共編著 校倉書房 2006年7月）
- 『平泉・衣川と京・福原』（高志書院 2007年7月）
- 『中世武家系図の史料論』（峰岸純夫、白根靖大共編 高志書院 2007年10月）
- 『牧の考古学』（谷口一夫共編 高志書院 2008年2月）

## 論文
- 奥六郡から奥羽両国へ―平泉政権の成り立ちをふりかえって―（『季刊東北学』16号 2008年7月）

## 記念論集
- 日本・東アジアの国家・地域・人間 歴史学と文化人類学の方法から （入間田宣夫先生還暦記念論集編集委員会 2002年3月）

## 所属学会
- 歴史学研究会
- 東北史学会
- 宮城歴史科学研究会